# چسزکزکوو
چسزکزکوو (به لاتین: Trzeszczkowo) یک روستای لهستان در لهستان است که در Gmina Wyszki واقع شده‌است.